# Bicicleta reclinada
 ]]

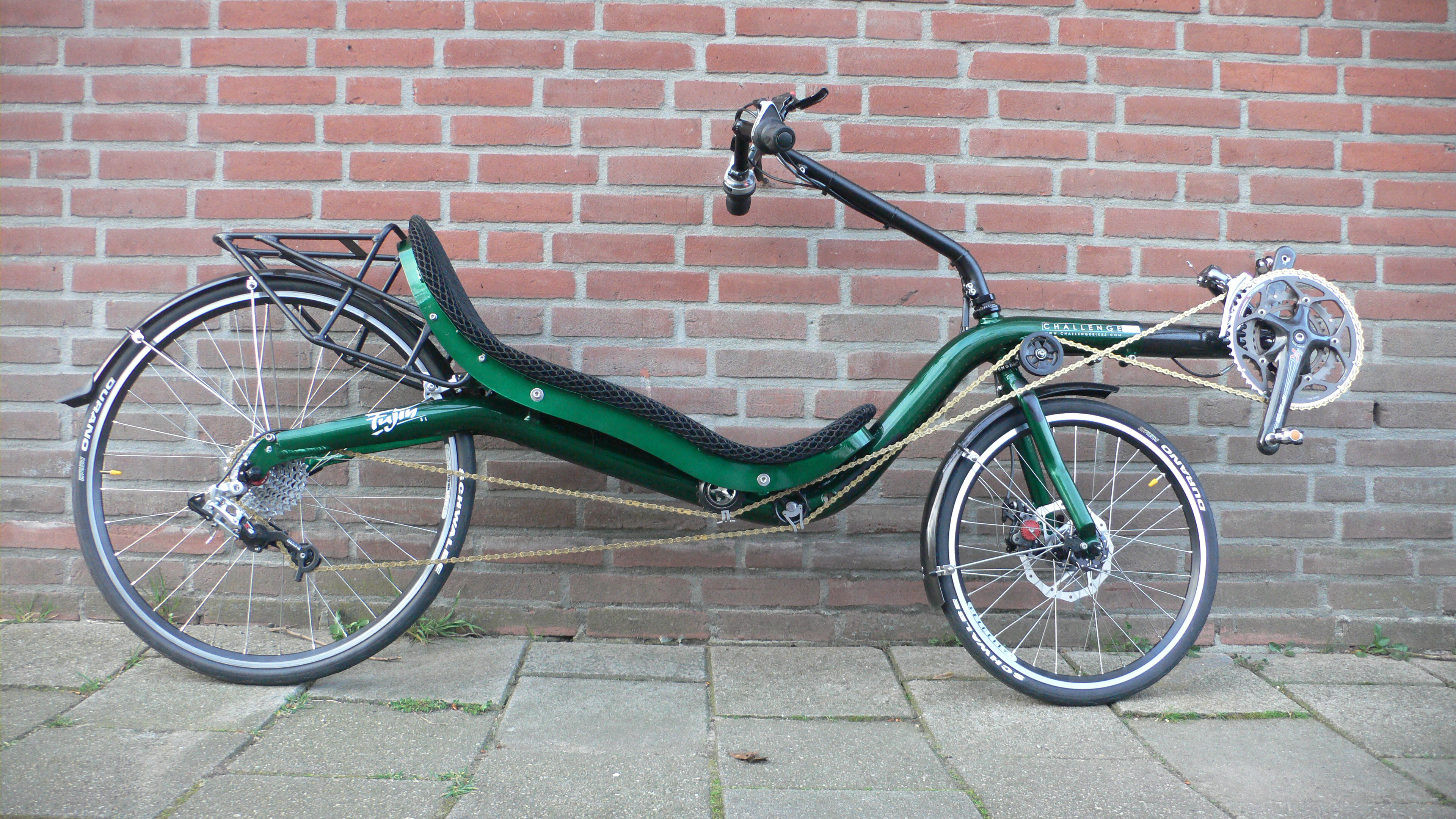
Bicicleta reclinada versión trekking

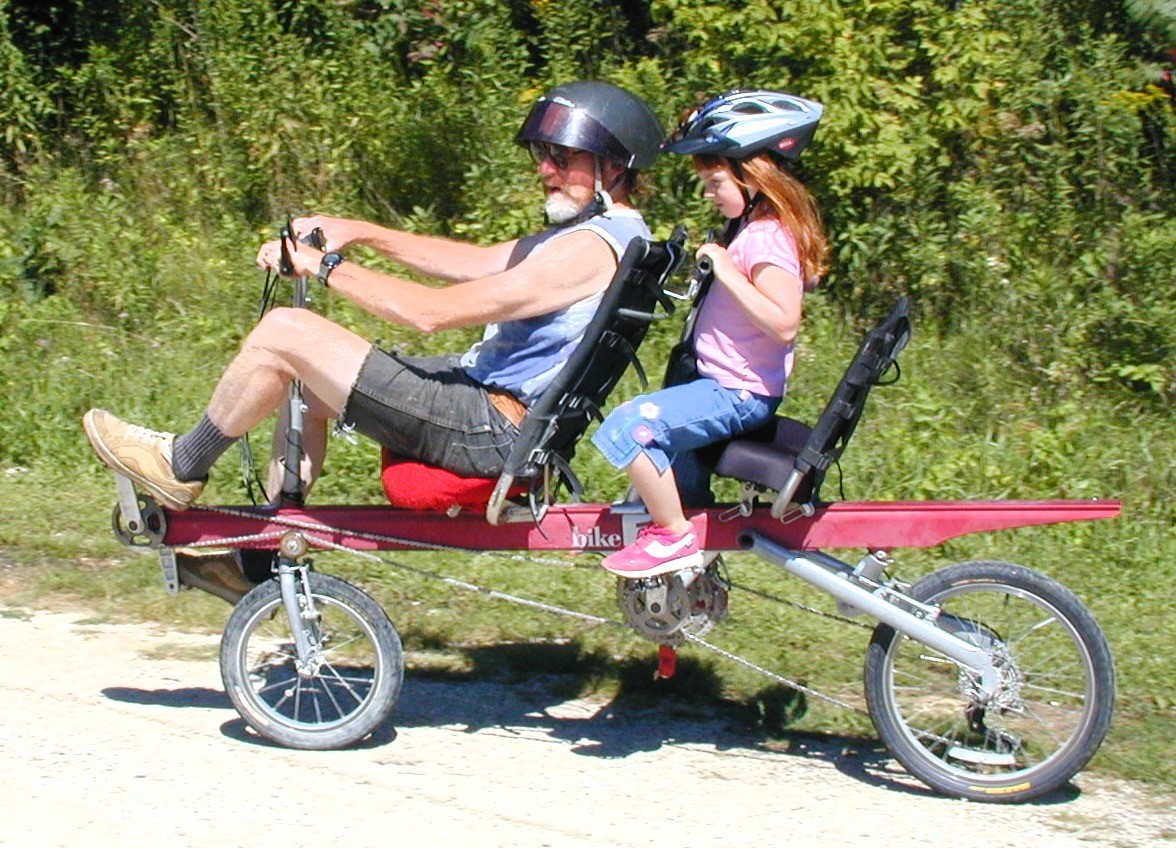
Bicicleta reclinada tipo tándem

La bicicleta reclinada (en inglés recumbent bicycle o bent, en francés veló-couché, en alemán Liegerad) es un tipo de bicicleta en la que: el ciclista adopta una posición reclinada (de allí su nombre) y los pedales van en la parte delantera de la bicicleta. Esta posición es más cómoda (sobre todo) porque reparte el peso sobre gran parte de la espalda y evita la carga (y los dolores asociados) sobre muñecas, codos, hombros, torsión del cuello y los glúteos, por lo que los dolores son casi inexistentes tras largos períodos de pedaleo. Otro rasgo destacable es que este tipo de bicicleta es más aerodinámica: por la posición del ciclista y que el centro de gravedad es mucho más bajo, por lo que en terreno llano o favorable es más veloz que la bicicleta tradicional. En las subidas dependerá sobre todo del peso ya que las bicicletas reclinadas suelen ser más pesadas. Y, en este caso, las bajas velocidades no le permiten hacer valer su ventaja aerodinámica. Y, al contrario, su superioridad aerodinámica y lo bajo de su centro de gravedad hace que estas bicicletas sean extremadamente veloces en las bajadas.

## Historia

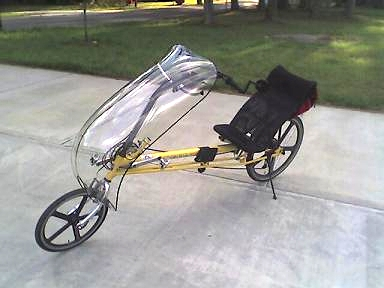
Una reclinada RANS V2 Fórmula de larga distancia entre ejes equipado con un carenado delantero

Después de haberse inventado la tracción a cadena en la construcción de bicicletas alrededor de 1880, varios inventores realizaron variaciones de este concepto. Entre ellos se encuentran los primeros antecesores de la bicicleta reclinada: el modelo francés Fautenil (1893) y el suizo Challand (1895). Una de las primeras bicicletas populares de este diseño fue la Brown-Recumbent estadounidense de 1900, la cual se llegó a exportar a Europa y es el prototipo de la llamada bicicleta chopera con una posición menos inclinada. Todos estos conceptos se basaron en la bicicleta reclinada larga. Al margen emergieron conceptos como la Darling de 1896, en la cual el ciclista anda acostado boca abajo.
Peugeot en el año 1914 fue la primera empresa importante que construyó un modelo de bicicleta reclinada, basada en el Brown-Recumbent. En los años 20 destaca el modelo alemán J-Rad construido por el ingeniero aeronáutico Paul Jaray, uno de los constructores del popular dirigible Zeppelin. Charles Mochet, a principios de los años 30, construyó el Velocar, la primera bicicleta reclinada que se usó con éxito en eventos deportivos. En el año 1933 con ella se alcanzó el récord mundial de la hora (45,056 km). Recién cinco años más tarde una bicicleta convencional alcanzaría estas velocidades.
En 1934 la UCI prohibió las bicicletas reclinadas en las competiciones oficiales, lo que fue un duro golpe para el desarrollo de las mismas. Sin embargo Mochet siguió desarrollando modelos nuevos, como la primera reclinada recubierta de manera aerodinámica, la cual alcanzó 50 km/h en una hora en 1939, un logro que significaba un nuevo récord pero no fue reconocido por la UCI por las nuevas reglas.
De manera paralela se construyeron las primeras reclinadas cortas, cuyo primer modelo comercial fue The Cycloratio, de 1935. El ingeniero alemán Paul Rinkowski contribuyó, a partir de 1947, a que este tipo hoy sea el más popular entre las bicicletas reclinadas.
En los años de posguerra, las reclinadas tuvieron un corto boom ya que muchas personas en la Europa destruida por la guerra, al no alcanzarles el dinero para comprar un auto, recurrieron a las bicicletas reclinadas, más confortables que las comunes. Pero a partir de los años 50 este tipo de bicicleta tuvo un rápido descenso en su popularidad. 
En los años 70 las reclinadas comenzaron a renacer, cuando algunos ciclistas profesionales recurrieron a ellas para marcar nuevos récords, aunque no fueran reconocidas por la UCI. En 1976 se creó la International Human Powered Vehicle Association (IHPVA), una asociación que se dedicaba al desarrollo de todo tipo de vehículos a propulsión humana. Las bicicletas reclinadas ocupan un lugar central en sus actividades, ya que son actualmente los vehículos más rápidos de esta categoría.
En los últimos años de la década del 1970 y la década de 1980 el interés de la escena se centró en las distancias cortas, las cuales permitieron velocidades antes impensables para una bicicleta. En el año 1977 se alcanzaron los 75 km/h y en 1986 finalmente los 100 km/h. En esta época dominaban triciclos con cuadro recubierto de manera aerodinámica como el Vector, con el cual se alcanzaron varios récords en la década de 1980.
Por sus ventajas en cuanto al peso respecto a los triciclos, los biciclos reclinados volvieron a dominar las competencias a partir de 1990, cuando se fue popularizando el tipo de construcción con asientos muy bajos, los Low Racer, como la Cutting Edge de 1990 que inspiró a varios constructores de la actualidad. En la misma década las bicicletas tipo scooter o chopper tuvieron un corto auge, y las reclinadas cortas se empezaron a producir otra vez en grandes series. Sin embargo, hasta la actualidad las bicicletas reclinadas solamente cuentan con una pequeña porción del mercado.

## Ventajas y desventajas
[cita requerida]
La posición típica también permite:

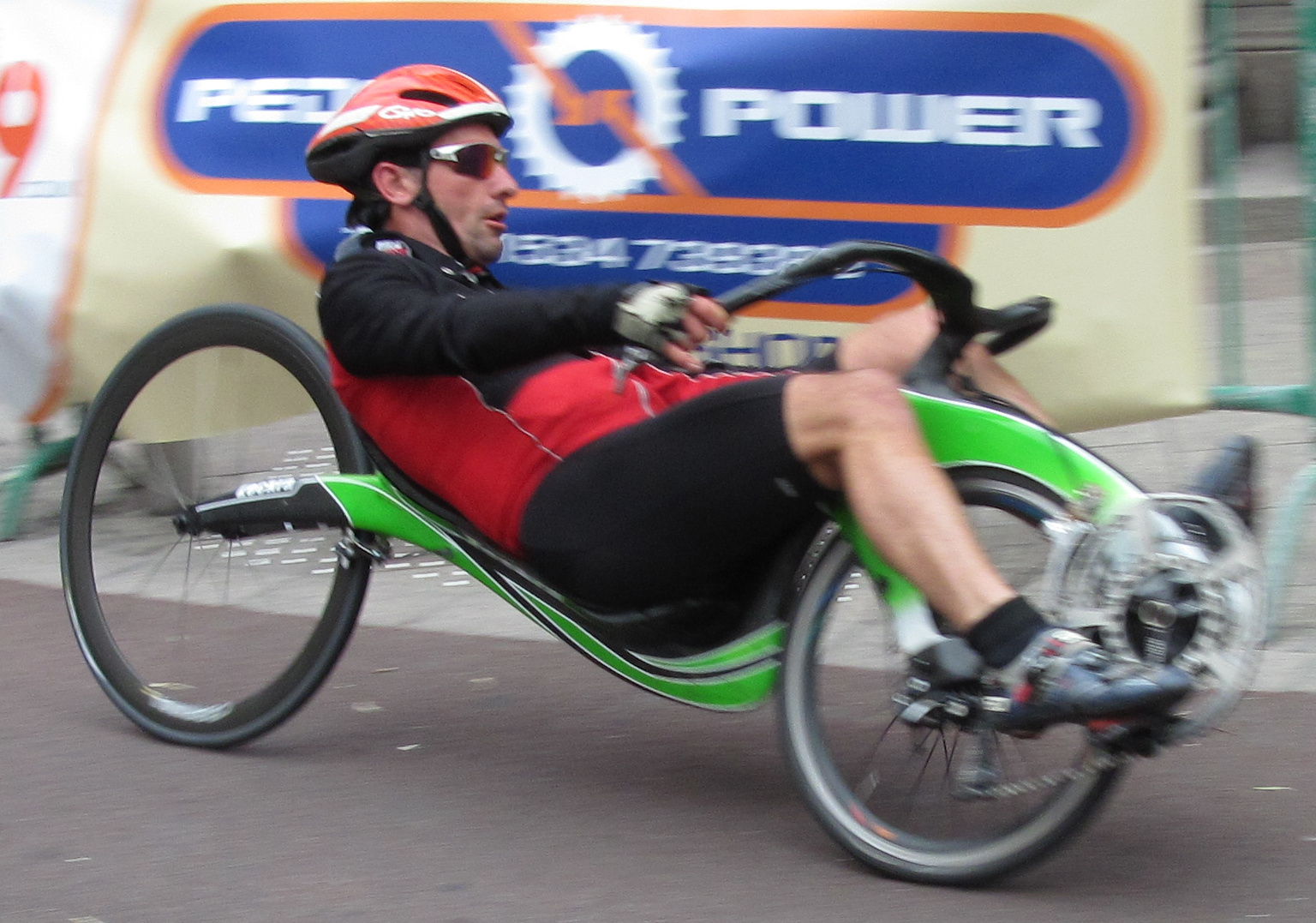
Reclinada en competiciones de ciclismo

- Eliminar todos los "dolores y sufrimientos" no asociados directamente al propio pedaleo (de trasero, de espalda, de cuello, de brazos, de manos, de pies...) y sus mitigadores asociados como los guantes o la badana del culote.

- Imprimir una mayor fuerza al pedaleo pues se apoya en el asiento al hacerlo, a diferencia de una bicicleta normal donde el único "punto de apoyo" es el peso del propio ciclista. Por este motivo conviene estar alerta para evitar sobresfuerzos que puedan desembocar en tendinitis.

- Frenar con mayor "dureza", con un mejor apoyo (los pies) y un menor riesgo de vuelco hacia delante.

- Ajustar los pedales automáticos al mínimo de dureza ya que al no ser los pies punto de apoyo del cuerpo, no se producen movimientos extraños, razón por la cual tampoco es peligrosa una (poco probable) liberación accidental del pie.

- Tener amplia y permanentemente "a la vista" el paisaje por donde circulamos, incluidas las alturas montañosas y hasta las copas de los árboles bajo los que circulamos.

- Conducir con una sola mano (con seguridad) hasta en la más peligrosa de las bajadas ya que el manillar no soporta apoyo del cuerpo ni en la más dura de las frenadas. Esto permite hacer fotos o grabar vídeos en marcha con suma facilidad.

- Pasar menos frío en invierno (sin contar con los parabrisas aerodinámicos) y esto por varias razones:
  - Toda la espalda va perfectamente protegida del frío exterior.
  - La incidencia del aire frío es siempre tangencial a brazos, piernas y torso.
  - El calor solar incide verticalmente calentando las zonas mencionadas en el punto anterior.

- Pasar menos calor en verano por casi las mismas razones expuestas para el invierno:
  - Toda la espalda va perfectamente protegida de la incidencia directa del calor del sol.
  - El calor solar incide sólo en las zonas expuestas a la "refrigeración por aire".

- Que el viento de cara deje de ser el enemigo número uno del ciclista para ser sólo una molestia.

- Pedalear en las curvas sin miedo a que los pedales toquen el suelo.

- Llevar más equipaje y mejor distribuido al poderse aprovechar el hueco bajo el asiento.

- La incidencia del frenado por el viento es notoriamente menor porque la posición del ciclista es más aerodinámica por lo que se se puede pedalear contra el viento con mucho menor esfuerzo.

- El pedaleo es más seguro puesto que no se puede levantar la rueda delantera y así se mantiene una fuerte tracción en todo momento.

Desventajas:
- Se es menos visible circulando entre los coches, sobre todo por los laterales o muy cerca de ellos. Aunque si se viene de frente una bicicleta tan poco común puede llamar mucho la anteción de los conductores.

- Se ve peor por donde va la rueda delantera en terreno difíciles y en los cruces para otear el tráfico hay que introducir más la bici en la intersección.

- No se pueden levantar las ruedas, aunque esto en rigor no es una desventaja en sí misma, y por lo tanto casi no se pueden hacer piruetas con ella. En cambio con una bici erguida es muy fácil levantar la rueda delantera. Es posible levantar toda la bici con un bunny hop aunque no se tengan calapiés o pedales automáticos.

- Mirar hacia atrás resulta más incómodo.

- Suelen ser bastante pesadas por lo que las cuestas se suben peor. Tampoco se puede subir "bailando" sobre los pedales.
- Iniciar la marcha puede resultar más difícil ya que hay que prescindir del impulso inicial con el pie en el suelo, por eso es aconsejable evitar arrancar con una "marcha" muy larga ya que exigiría extremar el equilibrio al principio.

- La lluvia molestará más al impactar frontalmente en la cara.

- Utiliza los músculos de forma diferente. No es una desventaja en si, pero retarda la adaptación hasta reentrenar ciertos músculos.

- Permite, gracias al apoyo del asiento, mayor carga sobre las piernas por lo que hay que estar alerta y no abusar de desarrollos para evitar la aparición de tendinitis.

- Si el ciclista se distrae los pies pueden caer desde los pedales y producir situaciones peligrosas por un momentáneo descontrol de la bicicleta. Como solución se recomienda el uso de pedales con enganche o automáticos. El uso de estos pedales, además, aumentaría la eficacia del pedaleo en las bicicletas reclinadas ya que aprovecha mejor sus características aerodinámicas al hacer que el pedaleo sea más parejo y continuo.

## Descripción
Las bicicletas reclinadas poseen récords de velocidad mundiales, tanto sin carenado como con él, aunque especialmente con él (88 km/h y 130 km/h en sprint de 200 m).
En la bicicleta reclinada el ciclista se sienta boca arriba sobre un amplio asiento en la que reposa casi toda su espalda.
La espalda del ciclista está apoyada en un sillín retrepado que forma con la horizontal un ángulo de entre 50° hasta 20.º (las más "radicales") y que más que sillín es un sillón, ya que abarca desde las nalgas hasta los hombros y puede llevar un reposacabezas añadido.
Las piernas van extendidas hacia adelante, pues los pedales se encuentran en esa dirección, más o menos a la misma altura que el asiento.
El manillar puede estar tanto por encima del sillín ASS (Above Seat Steering), como por debajo USS (Under Seat Steering). 
El tamaño de las ruedas es muy variable, siendo generalmente más pequeña la delantera.
La bicicleta reclinada pertenece a la clase de los vehículos de propulsión humana.
Como se dijo al principio, además de todas sus ventajas fisiológicas presentan mejor perfil aerodinámico gracias a una menor superficie frontal y un mejor coeficiente aerodinámico de forma (CX).
En el siguiente enlace se ve una ilustrativa imagen comparativa entre las diferentes posiciones en las bicicletas de carreras y la posición en una reclinada del tipo "High Racer".  (enlace roto disponible en Internet Archive; véase el historial, la primera versión y la última).

## Véase también

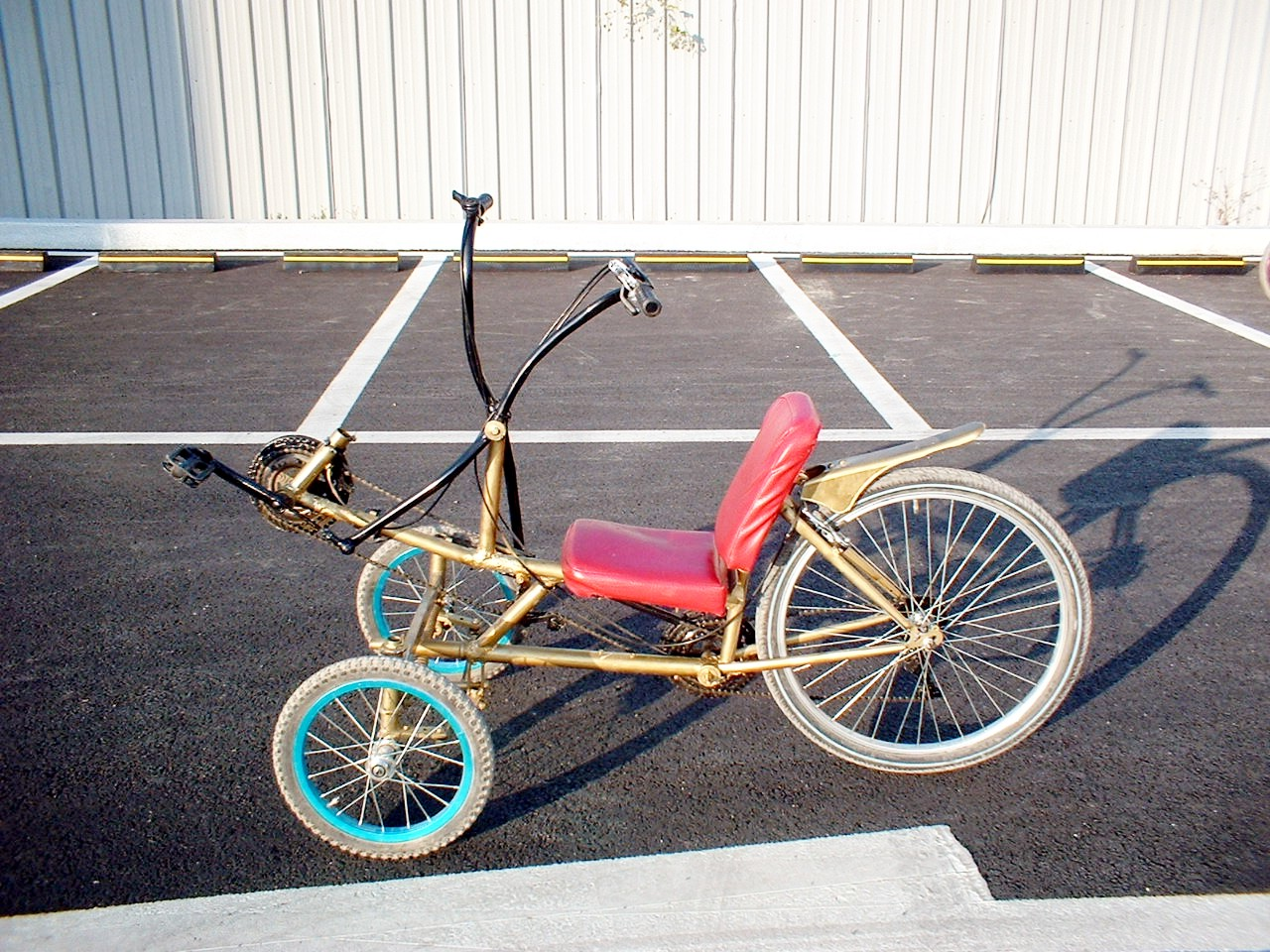
Triciclo relinado de propulsión a pie y a mano